# Heribert II. (Vermandois)
Heribert II. (* wohl 880; † 23. Februar 943) war der einzige Sohn des Grafen Heribert I. von Vermandois etc.

## Werdegang
Er wurde nach dem Tod seines Vaters 900/907 Graf von Meaux, Soissons und Vermandois, 907 Abt von Saint-Médard in Soissons. In der Auseinandersetzung zwischen den westfränkischen Königen, dem abgesetzten Karl dem Einfältigen und seinem Nachfolger Robert I, die am 15. Juni 923 in der Schlacht von Soissons kulminierte, stand er an der Seite seines Schwiegervaters Robert, der in dieser Schlacht fiel, sowie dessen Sohnes Hugo der Große, mit dem gemeinsam er die Truppen Karls in die Flucht schlug.
Wenige Wochen später gelang es Heribert, Karl durch eine List gefangen zu nehmen, den er nach diesem Coup nicht an den neuen König Rudolf auslieferte, sondern erst in Château-Thierry und später in Péronne bis zu dessen Tod 929 als seinen persönlichen Gefangenen hielt, um seine Ziele besser verfolgen zu können, wie zum Beispiel die Wahl seines jüngsten Sohnes Hugo zum Erzbischof von Reims, die er 925 durchsetzte, ebenso wie seine eigene Berufung zum Verwalter des Besitzes des Erzbistums.
Als Rudolf ihm 927 die Grafschaft Laon verweigerte, ließ Heribert den abgesetzten König Karl im Bündnis mit dem Normannenherzog Wilhelm I. wieder einsetzen, und zog ihn 929 wieder zurück, als er Laon doch noch bekam.
Im Jahr von Karls Tod brach eine lang anhaltende Fehde zwischen Heribert und seinem Schwager Hugo um die Macht im Zentrum Frankreichs aus, in der er 931 Reims verlor und 934 vor dem Untergang nur durch das diplomatische Eingreifen des ostfränkischen Königs Heinrich I. gerettet wurde, und 935 sogar nach einem Schiedsspruch des deutschen Königs den größten Teil seiner Verluste zurückbekam.
Als König Rudolf 936 ohne Söhne starb, setzte Hugo die Wahl des Karolingers Ludwig IV., des ältesten Sohnes Karls des Einfältigen, durch, der sich aber bald Hugos Vormundschaft entledigte (937), was dieser wiederum dazu brachte, sich mit Heribert auszusöhnen, um gemeinsam gegen Ludwig vorzugehen. Im Jahr 940 eroberten Hugo und Heribert gemeinsam Reims und huldigten gegen Ende des gleichen Jahres in der Königspfalz Attigny formal und demonstrativ dem neuen deutschen König Otto I., ohne dass dies weitreichende Konsequenzen nach sich zog.
Als Heribert gut zwei Jahre später starb, ging die Machtposition des Hauses Vermandois innerhalb des Westfrankenreichs im Erbstreit seiner Söhne unter. Heribert wurde in Saint-Quentin begraben.
Er heiratete vor 21. Mai 907 Adela, Tochter des Herzogs Robert von Neustrien (ab 922 als Robert I. König von Frankreich) (Kapetinger) und hatte mit ihr sieben Kinder:
- Odo (* wohl 910, † nach 19. Juni 946) Ende 928 Graf von Vienne, bis 944 Graf von Amiens, vertrieben
- Adela (* 910/915, † 960) ⚭ 934 Arnulf I. der Große Graf von Flandern († 27. März 964) (Haus Flandern)
- Heribert III. (Meaux) (* wohl 910/915, † 980/984) 946 Abt von St. Médard in Soissons und Graf in Nordfrankreich, Ende 967 Graf von Meaux und Pfalzgraf, 968 Graf von Troyes, ⚭ 951 Eadgifu, Tochter des Königs Eduard I. von  Wessex, Witwe des Königs Karl III. von Frankreich, bis 951 Äbtissin von Notre-Dame in Laon
- Robert (* wohl 910/915, † 19./29. August 967), 946 Graf von Meaux, 956 auch Graf von Troyes, ⚭ vor 950 Adelheid (Werra) († nach August 967), Tochter des Herzogs Giselbert von Burgund, Graf von Chalon und Troyes (Buviniden)
- Adalbert I. (Albert) (* wohl 915, † 8. September 987), 946 Graf von Vermandois, ⚭ vor 954 Gerberga (* wohl 935, † nach 7. September 978), Tochter des Herzogs Giselbert von Lothringen (Reginare)
- Ledgard (* wohl 915/920, † 27. Mai nach 978) ⚭ I um 940 Wilhelm I. Langschwert, Graf von Normandie, ermordet 17. Dezember 942 in Picquigny (Rolloniden); ⚭ II 942/945 Tetbald I. Graf von Blois, Chartres, Vizegraf von Tours († 16. Januar 975) (Haus Blois)
- Hugo (* 920, † 962) 925 Erzbischof von Reims, 932 vertrieben, 940 wieder eingesetzt, 946 abgesetzt